# Philippinisches Pustelschwein
Das Philippinische Pustelschwein (Sus philippensis) ist eine auf den Philippinen endemische Säugetierart aus der Familie der Echten Schweine (Suidae).
Es gibt zwei Unterarten, die sich in ihrer mitochondrialen DNA so stark unterscheiden, dass sie auch als eigenständige Arten angesehen werden können:
- Sus philippensis philippensis, auf Luzon, Polillo und Catanduanes. Ausgestorben auf Marinduque.
- Sus philippensis mindanensis, auf Mindanao, Samar, Biliran, Leyte, Bohol, Camiguin, Basilan und einigen weiteren, kleineren Inseln.

Das Visayas-Pustelschwein (Sus cebifrons) und das Mindoro-Pustelschwein (Sus oliveri) galten früher ebenfalls als Unterarten des Philippinischen Pustelschweins, bekamen aber den Rang eigenständiger Arten.

## Merkmale

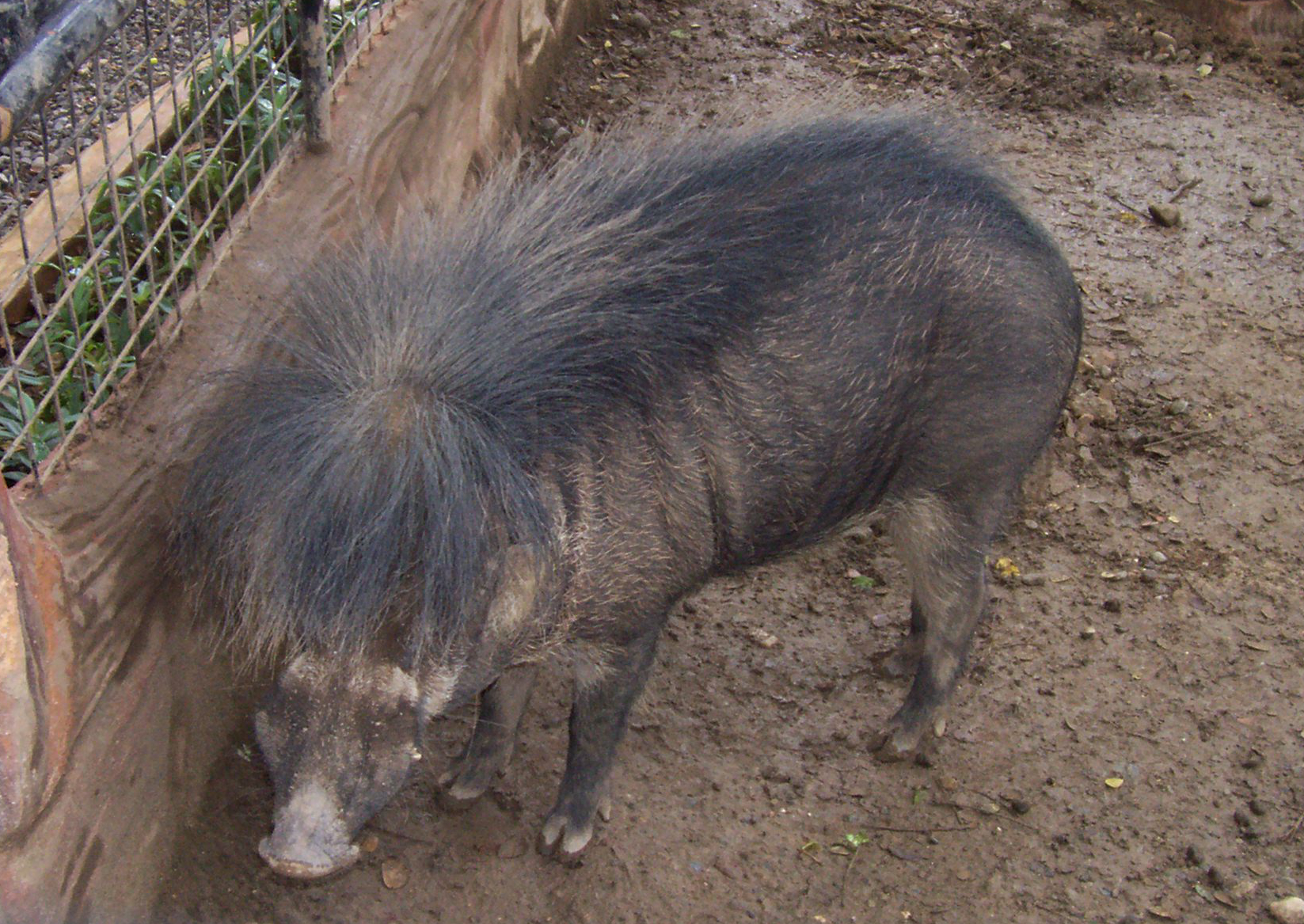
Philippinisches Pustelschwein (Sus philippensis philippensis)

Philippinische Pustelschweine sind relativ kleine Schweine, genaue Maße liegen jedoch nicht vor. Ihr Fell ist schwärzlich gefärbt. Die Schweine haben eine Nackenmähne, die sich bei den Männchen bis auf den Rücken erstrecken kann. Bei Sus p. mindanensis kann sie von weißen oder rötlich-braunen Haaren durchzogen sein. Wie alle Pustelschweine haben sie drei Paar warzenförmige Schwellungen im Gesicht. Die Haut ist grau, auf den Warzen ist sie manchmal weißlich.
Die Tiere besitzen einen diploiden Chromosomensatz aus 2n = 36 Chromosomen und unterscheiden sich damit von anderen Wildschweinen, bei den ein Karyotyp von 2n = 37 oder 2n = 38 häufiger ist.

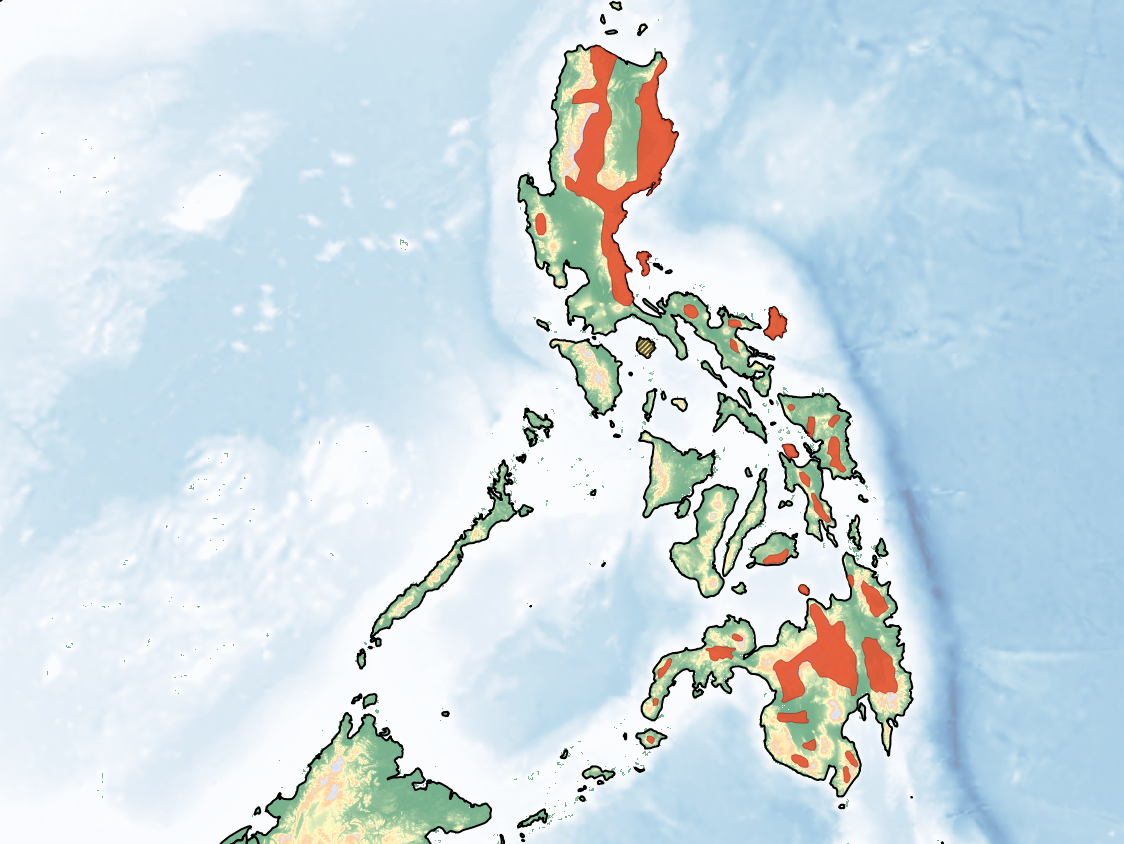
Verbreitungsgebiet des Philippinischen Pustelschweins

## Lebensraum und Lebensweise
Das Philippinische Pustelschwein kommt heute nur noch in höheren Wälder in abgelegenen Gebieten vor, war früher aber weit verbreitet und kam von Meeresspiegelhöhe bis in Höhen von mindestens 2800 Metern in praktisch allen Lebensräumen vor. In vom Menschen beeinträchtigten Gebieten ist es weitgehend nachtaktiv. Wie andere Wildschweine ernährt es sich von Früchten, Wurzeln, Wirbellosen, kleinen Wirbeltieren und Aas, genaueres ist jedoch nicht bekannt. Auch die Fortpflanzungsbiologie der Art ist nicht näher erforscht worden. Ein Weibchen in Gefangenschaft hatte fünf Jungtiere.

## Systematik
Das Philippinische Pustelschwein 1886 wurde durch den deutschen Zoologen Alfred Nehring als Unterart des Sulawesi-Pustelschweins (Sus celebensis) erstmals wissenschaftlich beschrieben. Eine Zeit lang galt es auch als Unterart des Bartschweins (Sus barbatus). Den Status einer eigenständigen Art hat es erst seit 1991.

## Gefährdung
Philippinische Pustelschweine zählen zu den bedrohten Arten. Die Gründe dafür liegen in der fortschreitenden Zerstörung ihres Lebensraumes, in der Bejagung, die auch in Schutzgebieten stattfindet, und in der Hybridisierung mit Wildschweinen und frei lebenden Hausschweinen. Die IUCN listet sie als gefährdet (vulnerable).